# 椎名秀胤

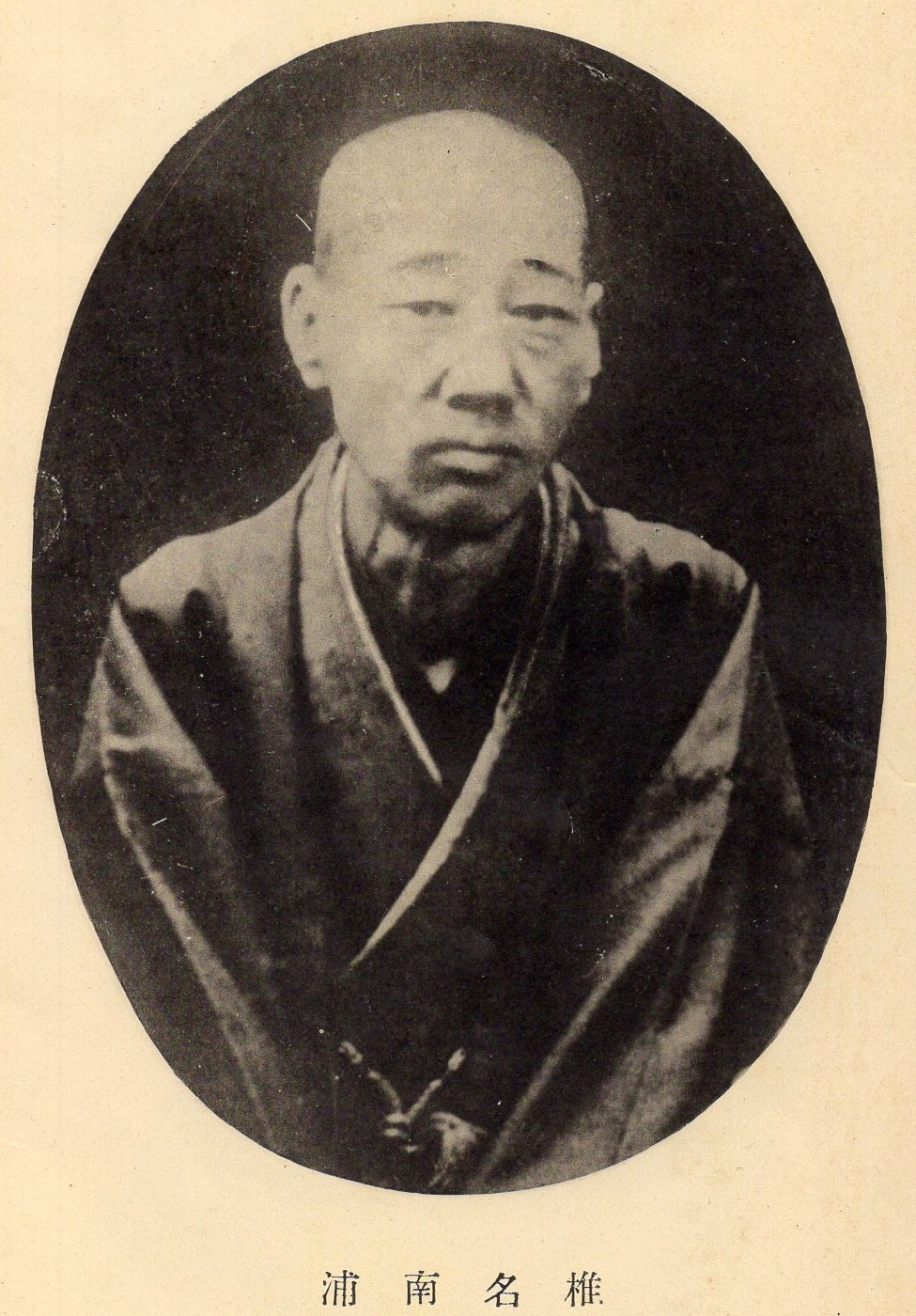
椎名秀胤 （筆名「南浦」）

椎名 秀胤（しいな ひでたね、1851年10月13日（嘉永4年9月19日） - 1912年（明治44年）4月4日）は、日本の文筆家・漢文学者・実業家。筆名・雅号は南浦。海運業などで活躍した明治の実業家の一人。『南浦遺集』という書名はこの雅号に由来する。
子孫には、実業家で元日本鉱業株式会社の役員・椎名芳胤、音楽家・文筆家の菊村紀彦、元奥州大学（現・富士大学）教授で近代日本の図書館学等に貢献した椎名六郎らがいる。日本鉱業は新日鉱ホールディングスへと受け継がれ、日立製作所や日産自動車を生んだ第二次世界大戦前の新興財閥、日産コンツェルンの源流となった企業の一つであった。

## 経歴
讃岐高松（現在の香川県高松市）にある石清尾八幡宮の宮司・岡田秀高の次男として生まれる。通称（幼名）を安次郎、始め松浦、のちに筆名・雅号で南浦と称した。1870年（明治3年）8月、高松士藩・椎名家の跡継ぎとなる。明治中期、境合資会社を設立。実業家として活躍した。若い時には文芸をたしなんだが、壮年時代以降は実業界に身を投じ、塩業開発や海運業を営み、実業家としても成功し、水産漁業の振興を図った。1912年（明治45年）4月4日、病没。享年62歳。没後の1937年（昭和12年）3月10日、椎名芳胤、椎名秀胤（南浦）遺稿集『南浦遺集』を出版した。

## 椎名秀胤君之墓
1912年（明治45年）、秀胤が病没したあと、生前、秀胤が私財を投じて瀬居島（現在の香川県坂出市瀬居町）竹浦港を築港してくれた恩義に報いるため、秀胤の墓を瀬居に建立することを申し出た。椎名家はこれを快く承諾し、当時としては立派な石墓兼顕彰碑を建立し、椎名家の子孫たちが建立式典に参加した。その中には、当時まだ幼かった椎名重胤 （のちの菊村紀彦）もいた。菊村は作家・作曲家であるが、浄土真宗僧侶でもあり、平成時代に居住地の千葉県からこの瀬居町へ訪れ、祖先・椎名秀胤君之墓の墓前で追善供養し、先祖・秀胤の墓と50年ぶりの再会を果たした。これには、地元の大勢の住民たちと、元坂出市議会議員、坂出市議会議長夫妻も立ち会った。ご当地（瀬居町竹浦集落）では有名な出来事であるらしく、元坂出市議会議長や大勢の住民たちが目撃証人となっている。

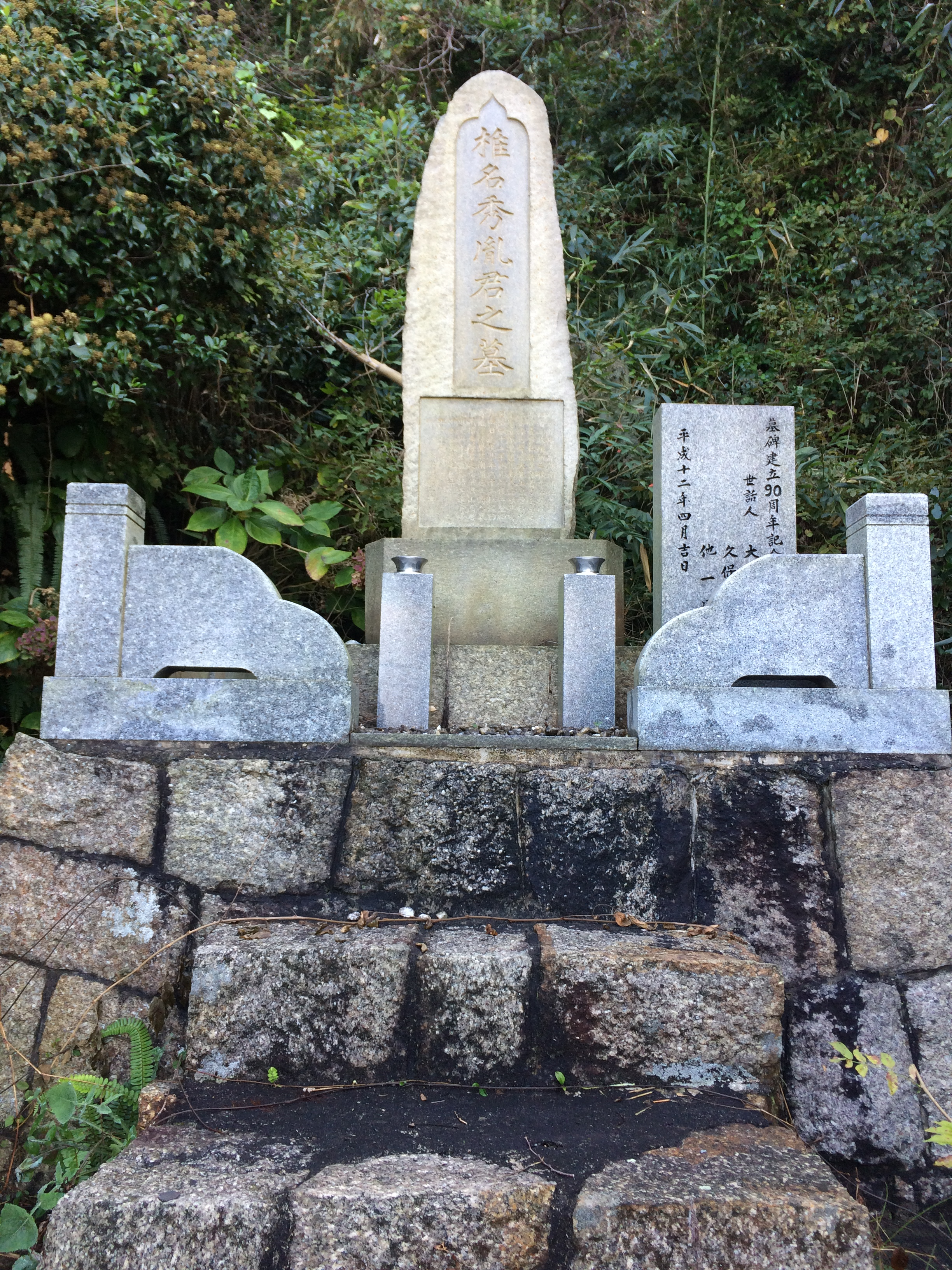
椎名秀胤君之墓

写真は、21世紀現在、実在する椎名秀胤君之墓（しいなひでたねぎみのはか）。この墓の所在地は、〒762-0067 香川県坂出市瀬居町。竹浦港を眼下に見下ろす小高い丘である。経緯度＝およそ34.357539, 133.854928。行政上は地番がない場所に建立されているので、地番は特定できないが、Googleマップに「椎名秀胤君之墓」が掲載されており、その場所や形状が明白に確認できる。

## 漁業、海運、築港事業
秀胤は、塩飽本島（現在の香川県丸亀市本島町）や瀬居島（現在の香川県坂出市瀬居町）など明治時代の瀬戸内海の島々の水産漁業振興に貢献した。それを裏付ける物的証拠（エビデンス）の一つが、前述の「椎名秀胤君之墓（しいなひでたねぎみのはか）である。これは、同地区に現存する石墓兼石碑であり、この石碑に秀胤の業績が刻み込まれている。以下、その一部を引用する。
「君の姓名は椎名秀胤と言い、南浦と名乗り、高松藩に仕え、王政維新の後、公務を奉じて後、合資会社に入り、業務の中心として本島の漁業に尽力した。理を論じ、損失を見定め、しょっちゅう上京し、陳情した結果、誠意ある真心が本省に伝わった。島人はその努力に深く感謝し、喜んだ。明治四十五年たまたま、病気となり、四月四日遂に亡くなった。享年六十二歳、自らつけた諱は秀徳院釈覚然南浦居士である」。